# Prunus geniculata
Prunus geniculata — вид квіткових рослин із підродини мигдалевих (Amygdaloideae).

## Біоморфологічна характеристика
Кущ, дуже розгалужений, 5–10(20) дм, шипуватий. Гілочки запушені. Листки опадні; ніжка 3–6 мм, на адаксіальній (верх) поверхні волосиста, дистально інколи залозиста; пластина еліптична, 0.8–2.5 × 0.4–1.3 см, краї зубчасті в дистальній 1/2, майже цільні на менших листочках, зубці тупі, залозисті, верхівка тупа чи закруглена, коротко гостра, поверхні голі. Суцвіття — поодинокі квітки. Квіти розпускаються до появи листя; гіпантій дзвіночковий, 2–3 мм, зовні голий; чашолистки від випростаних до розпростертих, яйцюваті, 1–1.5 мм, краї цільні, абаксіальна (низ) поверхня гола, адаксіальна волосиста; пелюстки білі, еліптичні, 2 мм. Кістянки червонуваті, яйцеподібні, 12–25 мм, голі; мезокарпій м'ясистий; кісточки яйцеподібні, ± сплощені. Цвітіння: січень–лютий; плодоношення: березень–травень.

## Поширення, екологія
Ендемік Флориди, США. Діапазон висот: 10–50 метрів. Населяє сосново-дубові асоціації.

## Галерея

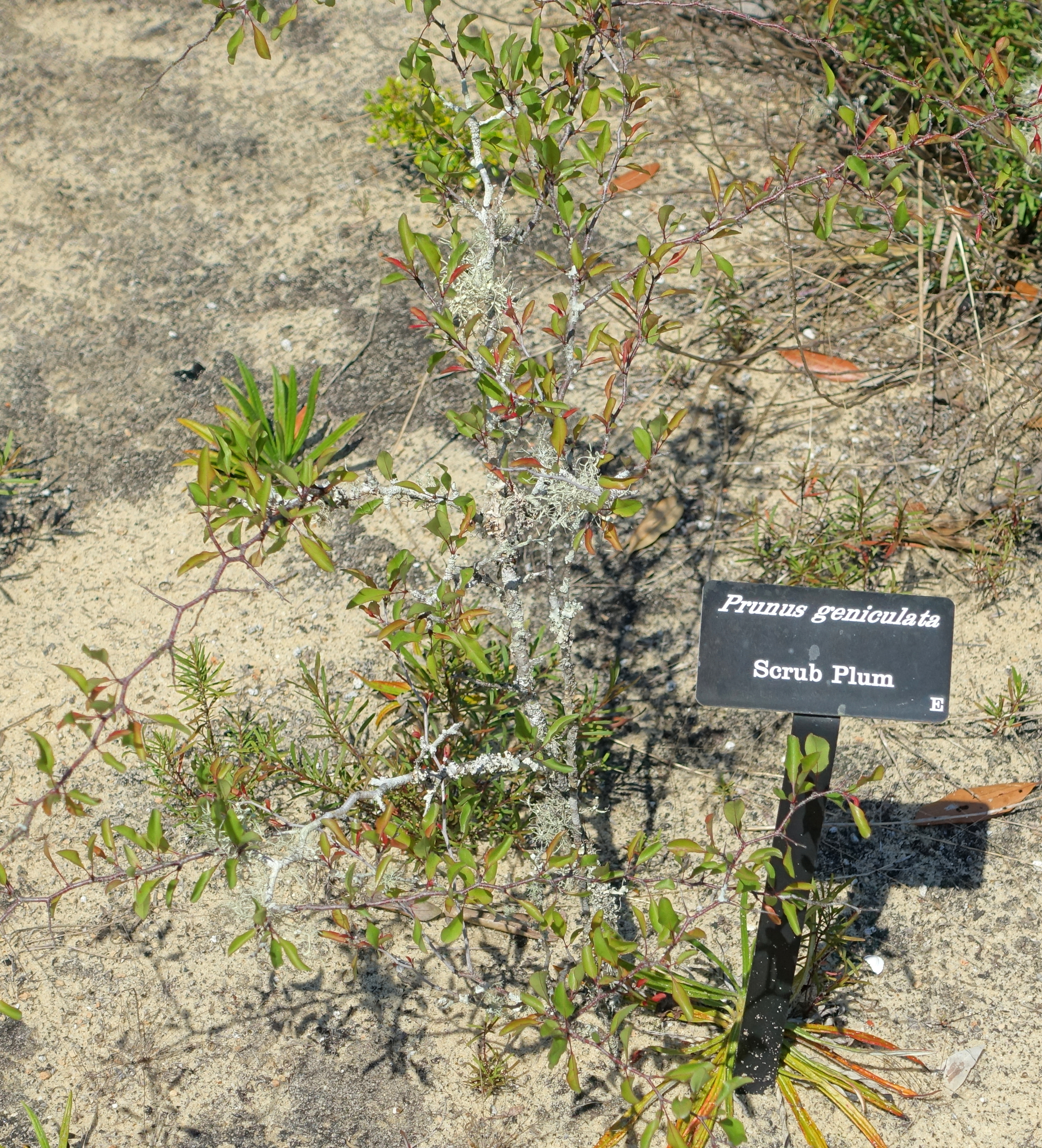
загальний вигляд
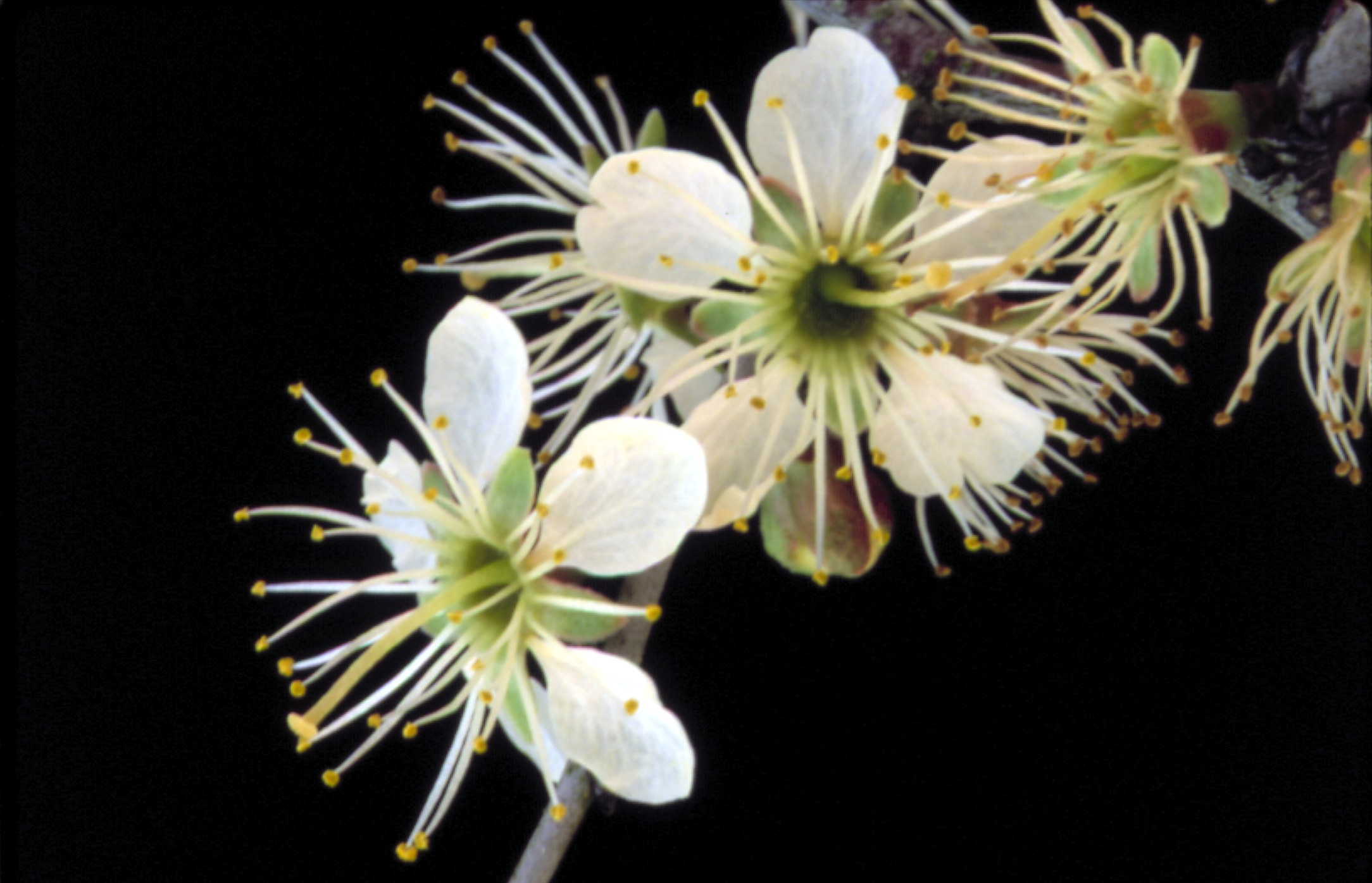
квітки
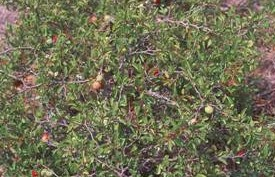
кущ із плодами